# 튜멘역
튜멘역(러시아어: Тюмень-станция)은 러시아 튜멘주 튜멘에 있는 역으로, 시베리아 횡단철도과 상트페테르부르크로 향하는 기점역이다.